# Liste des ministres égyptiens de l'Intérieur
- Hassan el-Alfi (-1997)
- Habib el-Adli(1997-2011)
- Mahmoud Wagdi (janvier-mars 2011)
- Mansour el-Issaoui (mars-novembre 2011)
- Mohamed Ibrahim Youssouf (décembre 2011-mars 2015)
- Ahmed Gamal El Din (août 2012-janvier 2013)
- Mohamed Ibrahim Moustafa (janvier 2013-mars 2015)
- Magdy Abdel Ghaffar (depuis mars 2015)